# El dolor de pagar la renta
El dolor de pagar la renta es una película de comedia infantil mexicana de 1960, escrita por Roberto Gómez Bolaños «Chespirito», dirigida por  Agustín P. Delgado y protagonizada por Viruta y Capulina, junto al actor infantil, Cesáreo Quezadas «Pulgarcito» y las actrices, Norma Lazareno, Rosa Cue, Lilia Guízar, Amparito Arozamena y Celia Viveros. Esta película se estrenó en la Ciudad de México el 6 de octubre de 1960. 

## Argumento
Viruta y Capulina son un par de ropavejeros que viven en una vecindad donde comparten el día a día con sus divertidos y particulares vecinos, entre los que se encuentran un viejo sordo, un loco excoronel revolucionario, un fortachón con su hermosa sobrina, y Cristina, quien vive junto a su hermano Juanito, un niño que tiene una pierna lastimada lo cual le impide caminar adecuadamente y tener que usar muletas.
Todo cambiará para los inquilinos cuando el dueño de la vecindad reciba una oferta por vender la propiedad, pero para esto necesita que este vacío y todos sus habitantes se vayan. Para lograrlo idea un plan junto a su ayudante particular, el cual consiste en hacerle creer a todos los vecinos que debido a fallas en la estructura de la construcción, la vecindad tendrá que ser demolida. En esta visita, sale a la luz de manera circunstancial que Viruta y Capulina deben once meses de renta, pese a que el primero ha estado cumpliendo con su parte del pago el segundo se lo ha guardado, lo que hace que comiencen la sospechas de robo.
Viruta le dice a Capulina que tiene que pagar todo lo que deben de renta o de lo contrario se tiene que ir de la casa, mientras tanto, ambos se ponen a arreglar las paredes de la vecindad para evitar que la demuelan. Cuando el dueño se ve que su plan se puede ver frustrado debido a esto, contrata a un par de actores que se hagan pasar por policías para sacar a la fuerza a todos los inquilinos, sin embargo Viruta y Capulina se las ingenian para desquiciar a los dos oficiales farsantes y al final los que salen corriendo son ellos.
Por otro lado, Cristina le prohíbe a Juanito que siga juntándose con Capulina debido a que lo consideran un ladrón que se ha robado el dinero de Viruta. Pese a esto, Capulina y Juanito se siguen mirando a escondidas debido a que juntos acuden al hospital para ver si la pierna de este último puede curarse. El médico les dice a ambos que necesita quinientos pesos para poder operarlo y Capulina se compromete a pagarlos.
Por su parte, el dueño de la vecindad no se da por vencido en su intento por sacarlos a todos, y manda a su ayudante disfrazado de monstruo para intentar aterrar a los vecinos y que huyan despavoridos del lugar. El plan hace que algunos se asusten pero en la confusión el enmascarado recibe un golpe en la cabeza que lo hace irse sin lograr su cometido.
Al final, Viruta descubre un hueco en la pared donde Capulina ha guardado el dinero de la renta todo este tiempo, y pensando que lo había robado se dispone a pagar todos los meses que adeudan. No obstante, ese dinero es el que su amigo estaba ahorrando para poder costear la cirugía de Juanito, que ya se encuentra en la sala de espera del hospital preparado para la intervención.
Capulina logrará recuperar el dinero antes de que Viruta se lo de al dueño de la vecindad, sin embargo todavía tendrá mucho que explicarle a toda la gente de la vecindad que duda de él y mostrarles que en realidad tenía en mente una buena causa.

## Reparto
- Marco Antonio Campos como Viruta
- Gaspar Henaine como Capulina
- Cesáreo Quezadas «Pulgarcito» como Juanito
- Lilia Guízar como Lulu
- Norma Lazareno como Cristina
- Rose Cué como Martita
- Miguel Suárez como Don Próspero
- Mercedes Ruffino como Robusta
- Tito Novaro como Patiño
- Celia Viveros como Doña Chole
- Amparo Arozamena como Duquesa
- Julián de Meriche como Sordo Tapia
- Jorge Casanova como Policía
- Armando Acosta como Policía
- Guillermo Hernández como Tío de Lulu
- Miguel Córcega como Paco

## Conexiones
Escrita por Roberto Gómez Bolaños «Chespirito», quien intervenía en las comedias de Viruta y Capulina en el papel de "Chespirito" y devendría un popularísimo comediante con sus teleseries El chavo del ocho y El Chapulín Colorado, la película es la génesis de El chavo..., con personajes y situaciones muy similares a las descritas en el largometraje.